# Anhua, Gansu
Anhua (kinesiska: 安化) är en köping i nordvästra Kina. Den ligger i stadsdistriktet Wudu i staden Longnan i provinsen Gansu,  omkring 300 kilometer söder om provinshuvudstaden Lanzhou. Antalet invånare är 29 916. Befolkningen består av 14 634 kvinnor och 15 282 män. Barn under 15 år utgör 18,0 %, vuxna 15-64 år 73 %, och äldre över 65 år 8,0 %.